# Джон Фредерік Томас Джейн

Фред Т. Джейн за настільною грою військово-морської тематики власного виготовлення. Так і зародилася його головна ідея

Джон Фредерік Томас Джейн (англ. Fred T. Jane; 6 серпня 1865, Ричмонд (тоді — графство Суррей) — 8 березня 1916, Саутси, Гемпшир) — засновник, головний і довго єдиний редактор довідника з бойових кораблів світу (англ. All the World's Fighting Ships), а потім і літальним апаратам (англ. All the World's Air-ships), автор військово-технічних досліджень та кількох романів, ілюстратор, журналіст.

## Ранні роки
Народився 1865 року в Ричмонді (графство Суррей) у родині вікарія. Випускник відомої в Англії Ексетерської школи. Не був блискучим учнем, і пізніше називав сам себе «жахливим тупцем», зате непогано показав себе у студентському спорті. З юності виявив здібності до малюнка, захоплювався технічними ілюстраціями, наприклад, науковою фанстастикою Гріффіта та інших авторів. Не маючи нагоди вступити на флот за станом здоров'я, займався журналістикою в Лондоні, був ілюстратором і написав кілька книг. Був гарячим шанувальником покрокових настільних ігор сухопутної та військово-морської тематики, розробив власні доповнення до однієї з них.

## Справа життя

Сторінка з All the World's Fighting Ships, що зображує «Торгуд Реїс» (колишній німецький «Вайссенбург»), проданий Туреччині в 1910 році.

Обкладинка тактичної гри Джейна, 1906 (репринт). Фігура праворуч має портретну схожість із ним

У 1898 році, у 33-річному віці, Джон Фредерик Томас Джейн здійснив свою ідею публікації довідника з бойових кораблів, використовуючи розроблений ним самим загальний підхід до оцінки їх бойових якостей. Основними даними для оцінки він взяв калібр гармат, захист та швидкість ходу. Метод дозволяв за даними кораблів передбачити їхню бойову ефективність, окремо й у складі ескадри. Окрім єдиного підходу до даних, довідник вирізнявся продуманим розташуванням тексту та ілюстрацій, і наявністю не лише світлин (зазвичай зроблених у порту), а й схем розташування, і що важливо малюнків кораблів на ходу в морі, що дуже допомагало розпізнаванню.
В умовах, коли техніка розвивалася стрімко і щороку закладалися нові проекти, виникали варіанти озброєнь і навіть нові концепції кораблів, довідник був незамінним. Поступово це почали розуміти. The Naval Warrant Officer's Journal, рупор професійних моряків, які становили кістяк флоту, писав, що довідник «…має бути в кожній штурманській рубці, під рукою і у сигнальника, і у вахтового офіцера». Він ставав настільною книгою авторів з військово-морської тематики, а потім інструментом, яким часто звірялися вимоги до майбутніх кораблів.
Ще однією новацією довідника була його доступність та відкритість. Морська еліта прагнула огорнути свою справу британський парламент, та сприяло новим витратам у періоди «морських панік» (англ. naval scares). Він же пропонував простий, легко зрозумілий і привабливий для широкого загалу (грамотність вже проникала в усі верстви) погляд на всі проблеми флоту — від стратегії та напрямів будівництва до тактики окремих кораблів. Зрозуміло, що популярності у високих кабінетах йому це не додало.
Крім того, Джон Фредерик Томас Джейн публікував і окремі роботи з тактики флотів, проблем будівництва та впливу техніки на бойові дії. Його висновки часто розходилися із загальноприйнятими, і визнання йшло до нього повільно. Показово назва однієї з його книг: «Єресь морської могутності» (англ. Heresies of seapower), 1906 — прямий виклик працям Альфреда Мегена.
Джейн розлютив Військово-морську лігу, заявивши, що якщо вони і справді хочуть сприяти модернізації флоту, насамперед їм «слід викинути Нельсона за борт». Коли в 1903 році Fighting Ships надрукувала статтю про революційний тип корабля, озброєний виключно 12-дюймовими гарматами, її гостро розкритикували, як гідну скоріше фантастики Герберта Веллса, ніж серйозного наукового видання. Тим часом Адміралтейство таємно вже розглядало будівництво «Дредноута». Як пізніше написав один із його редакторів, ніколи Jane's повніше не зіграв своєї ролі — бути дзеркалом військово-морського прогресу.
У 1909 році Джейн випустив All the World's Aircraft . Пізніше заснував видавництво, яке переросло в Jane's Information Group . Більшу частину дорослого життя Фред Джейн працював у Портсмуті .

## Політика
Фред Джейн брав участь і в політичному житті. 1906 року він балотувався на загальних виборах як незалежний кандидат від Портсмута. За поглядами він був різким противником Ліберальної партії, і як політичний активіст брав участь у кількох епізодах, включаючи витівки проти Вінстона Черчилля та Хеммерде.

## Завершення кар'єри та смерть
Найбільш повно неприйняття його військової та урядової верхівкою виявилося в нездатності використовувати його таланти під час Першої світової війни. Згідно з думкою одного із сучасних авторів Jane's:

На відміну від нинішніх експертів, він не скористався нагодою підіграти владі. Мабуть, його погляди були надто не до смаку джингоїстській публіці, яка розглядала війну як футбольний матч, де ведуть рахунок не в голах, а в потоплених кораблях..
Оригінальний текст (англ.)
Unlike modern defence experts, he profited little from the opportunity to play pundit. Perharps his views were not to the taste of jingoistic public, who regarded the war as footbol match, with ships sunk instead of goals scored.

З початком війни Джейн активно включився до публічних лекцій на військові теми, роз'їжджаючи по всій країні на власному спортивному автомобілі. Збулося його пророцтво про те, що німецький флот не буде переможений в одній генеральній битві на кшталт Трафальгара — Ютландський бій закінчився нерішуче. Але Джейн не дожив, щоб це побачити й прокоментувати. У жовтні 1915 року, потрапивши під крижаний дощ в одній з поїздок, він зліг з жорстоким нападом грипу, і помер 8 березня 1916 року в Саутсі, Портсмут. На щастя для читачів він уже організував видання так, щоб воно продовжувало виходити всю війну .

## Спадщина
Jane's Information Group публікує велику серію довідників та періодики практично з усіх галузей військових та суміжних знань, надає консультаційні послуги в галузі аналітики та розвідки, тощо. У результаті назва Jane's стала номінальною для авторитетного джерела з військових питань.